# Società Astronomica Italiana
La Società Astronomica Italiana (SAIt), nata nel 1871 come Società degli spettroscopisti Italiani, è una società scientifica italiana che si occupa di Astronomia e della promozione e diffusione della cultura scientifica e astronomica in Italia; è affiliata alla Società Astronomica Europea EAS che è a sua volta collegata all'Unione Astronomica Internazionale IAU. Lo Statuto Della Società è stato approvato con Decreto del Ministro dei Beni Culturali ed Ambientali del 20 dicembre 1993. 

## Storia
La società è stata fondata nel 1871 dagli astronomi Giuseppe Lorenzoni, Arminio Nobile, Lorenzo Respighi , Angelo Secchi e Pietro Tacchini col nome di Società degli Spettroscopisti Italiani. Nel 1920 cambiò la sua denominazione nell'attuale Società Astronomica Italiana.

## Premi
La SAIt ha istituito il Premio Pietro Tacchini: questo premio viene assegnato a tesi di dottorato di ricerca.
Nel 2015, assieme all'Istituto nazionale di astrofisica (INAF) ha assegnato  i premi  :
- Premio Vittorio Castellani
- Premio Lucia Padrielli
- Premio Sidereus Nuncius

## Pubblicazioni
La SAIt edita varie pubblicazioni:
- Giornale di Astronomia: rivista per la divulgazione dell'Astronomica;
- Memorie della Società Astronomica Italiana: rivista in inglese usata in particolare per la pubblicazione degli atti di convegni internazionali;
- Bollettino della SAIt: diffusione d'informazioni interne via Internet.

## Presidenti (elenco parziale)
- Roberto Buonanno (2020 - 2022)
- Ginevra Trinchieri
- Emilio Bianchi
- Massimo Capaccioli
- Vincenzo Cerulli
- Livio Gratton
- Luigi Volta
- Francesco Zagar

## Soci illustri (elenco parziale)
L'associazione annovera tra i suoi soci:
- Antonio Abetti
- Maria Antonella Barucci
- Pietro Blaserna
- Patrizia Caraveo
- Umberto Dall'Olmo
- Emanuele Fergola
- Corrado Lamberti
- Giuseppe Lorenzoni
- Elia Millosevich
- Annibale Riccò
- Emiliano Ricci
- Guglielmo Righini
- Mario Rigutti
- Antonio Roiti
- Friederich W. G. Spörer
- Vito Volterra
- Temistocle Zona